# 도이 도시사토
도이 도시사토(일본어: 土井利里)는 에도 시대 중기의 다이묘이다. 히젠 가라쓰번 제4대 번주, 시모사 고가 번 초대 번주를 지냈다. 고가 번주 시절 교토 쇼시다이를 역임하였다. 도이 종가(土井宗家) 제8대 당주.
친부는 도이 도시키요이며 시모사 도이 가 하타모토 출신이다. 조부는 도이 도시요시(도이 도시나오의 양자, 도이 도시후사의 차남), 외조부는 가라쓰 번 초대 번주 도이 도시마스이다. 선대 번주이자 친형 도이 도시노부가 후사 없이 22세의 나이로 요절하여 그 뒤를 이었다.